# Luke Perry
Coy Luther "Luke" Perry III (Mansfield (Ohio), 11 oktober 1966 – Burbank (Californië), 4 maart 2019) was een Amerikaans acteur. Hij is het bekendst geworden van zijn rollen als Dylan McKay in het tienerdrama Beverly Hills, 90210 en Fred Andrews in de tienerserie Riverdale.

## Loopbaan
Na te zijn verschenen in een muziekvideo van de heavymetalband Twisted Sister, kreeg hij in 1987 een rol in de soapserie Loving. Ook was hij van 1988 tot en met 1989 te zien in de bekendere soap Another World.
In 1990 deed Perry auditie voor de rol van Steve Sanders in Beverly Hills, 90210. Hoewel hij de rol niet zou krijgen, kreeg hij wel een gastrol in de serie als Dylan McKay. Deze verschijning sloeg aan bij het publiek en het zorgde voor een vaste rol in de serie. Na een hoofdrol in de B-film Terminal Bliss (1991), kreeg hij een bijrol in de film Buffy the Vampire Slayer (1992). Tijdens de opnamen kreeg hij ook een relatie met tegenspeler Kristy Swanson. De relatie hield een jaar lang stand.
De film werd geen succes, maar Perry kreeg door de serie inmiddels een status als succesvol tieneridool. Na een hoofdrol in de biografische film 8 Seconds (1994), besloot Perry op zoek te gaan naar serieuzere rollen en stapte om die reden uit Beverly Hills, 90210. Hij kreeg de hoofdrol in een televisiefilm en vervulde na rollen in het misdaaddrama Normal Life (1996) en de actiekomedie American Strays (1996), een bijrol in Luc Bessons The Fifth Element (1997).
Perry keerde in 1998 terug naar Beverly Hills, 90210 en bleef hierin spelen tot de laatste aflevering in 2000. Een jaar later nam hij de rol van Jeremiah Cloutier in de door critici geprezen Oz op zich. Deze rol bleef hij tien afleveringen tot in 2002 spelen. In een aflevering was hij volledig naakt te zien. Hierna speelde hij tot en met 2004 de titelrol in Jeremiah. Daarna had hij een gastrol in Will & Grace en een terugkerende rol in What I Like About You. Beverly Hills, 90210-collega Jennie Garth speelde de hoofdrol in de laatstgenoemde sitcom.
Begin 2004 maakte Perry zijn debuut op West End in Londen in het toneelstuk When Harry Met Sally. Hierna legde Perry zich weer toe op films en televisieseries. Zo had hij een rol in het kortdurende Windfall in 2006 en John from Cincinnati in 2007.
Perry trouwde met Rachel Sharp in 1993. In 2003 zijn ze gescheiden, ze hebben twee kinderen.
Hij speelde ook de rol van Fred Andrews (vader van Archie Andrews) in de populaire tienerserie Riverdale. Vlak voor zijn overlijden speelde hij nog een rol in Once Upon a Time in Hollywood, een film van Quentin Tarantino.
Op 27 februari 2019 werd Perry opgenomen in het Providence Saint Joseph Medical Center in Burbank, Californië vanwege een zwaar herseninfarct. Daar overleed hij 's ochtends op 4 maart 2019 op 52-jarige leeftijd. In mei 2019 werd bekend dat hij begraven is in een zogenaamd “champignonpak”. Het zogeheten 'mushroomsuit' is een alternatief voor een gewone begrafenis of crematie. De schimmels in het pak verwerken stoffelijke resten tot schone compost.